# Bahía de Tánger
La Bahía de Tánger (en árabe: خليج طنجة‎) es un cuerpo de agua cerca de Tánger en el norte del país africano de Marruecos, y en las proximidades del estrecho de Gibraltar. El cabo Espartel y punta Malabata  definen sus límites al oeste y al este respectivamente.
La avenida de España esta a lo largo de la bahía y es famosa por su hoteles.